# Bow Street
Bow Street est une rue de la ville de Londres, Royaume-Uni.

## Situation et accès
Elle se situe dans le quartier de Covent Garden, dans la Cité de Westminster.
La station de métro la plus proche est Covent Garden, desservie par la ligne  Piccadilly.

## Origine du nom
La rue doit son nom à sa forme en arc.

## Bâtiments remarquables et lieux de mémoire

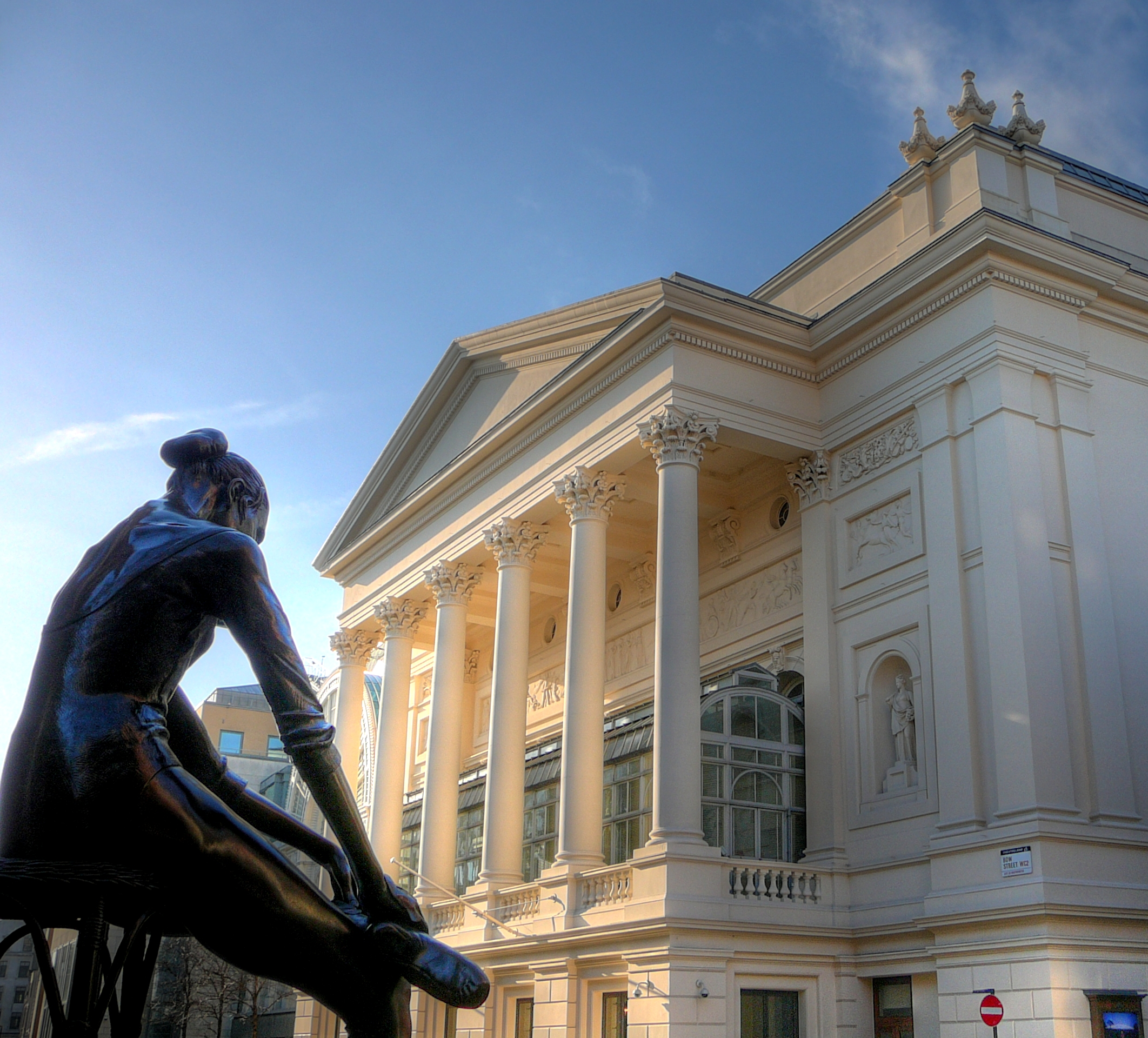
Façade du Royal Opera House sur Bow Street.

- Le Royal Opera House se trouve dans Bow Street.